# Gunner Engberg
Gunner Engberg, född 12 november 1882, död 22 mars 1951, var en dansk präst.
Enberg var sekreterare i centralföreningen av KFUM i Danmark 1909-21, kyrkoherde på Strynø 1921-25 och generalsekreterare i Köpenhamns KFUM. Han har bland annat utgett Den kristelige Ungdomsbevægelse (1928).